# Heide Großnick
Heide Großnick (* 16. September 1941 in Mährisch Neustadt; † 10. Februar 2024 in Sassnitz) war eine deutsche Politikerin (CDU). Sie war von 1990 bis 1994 Abgeordnete des Landtages von Mecklenburg-Vorpommern.

## Leben
Heide Großnick wuchs nach der Vertreibung aus dem Sudetenland in Thüringen auf. Sie legte 1960 das Abitur ab und studierte an der Universität Jena Germanistik und Musikerziehung. Nach dem Staatsexamen als Fachlehrerin arbeitete sie von 1964 bis 1990 im Schuldienst als Lehrerin für Deutsch, Musik und Kunsterziehung. Sie war seit 1975 ehrenamtlich im Bereich Bodendenkmalpflege tätig. Großnick war ab 2016 verwitwet und hatte vier Kinder.

## Politik
Sie war bis 1989 parteilos. Im März 1989 trat sie in die CDU ein und wurde dort Ortsgruppenvorsitzende. Gleichzeitig war sie Vorsitzende der Bürgerinitiative in Glowe. Im Februar 1990 wurde sie in den Landesvorstand der CDU Mecklenburg-Vorpommern gewählt.
Bei der Landtagswahl in Mecklenburg-Vorpommern 1990 wurde sie als Direktkandidat im Wahlkreis 22 (Rügen I) in den Landtag Mecklenburg-Vorpommern gewählt. Im Landtag war sie Vorsitzende des Kulturausschusses und stellvertretende Fraktionsvorsitzende.
Bei der Verabschiedung des Schulreformgesetzes im Jahre 1991 enthielt sie sich der Stimme und hätte dadurch das Gesetz verhindert, wenn der PDS-Abgeordnete Peter Stadermann die Sitzung nicht kurz vor der Abstimmung verlassen hätte.